# Contea di Limerick
Limerick (gaelico irlandese Luimneach) è una contea amministrativa della Repubblica d'Irlanda nella provincia di Munster, nella parte sud occidentale del Paese; confina a sud con Cork, a nord col Clare, ad est col Tipperary e ad ovest con il Kerry.
Prende il nome dall'omonimo capoluogo.

## Storia

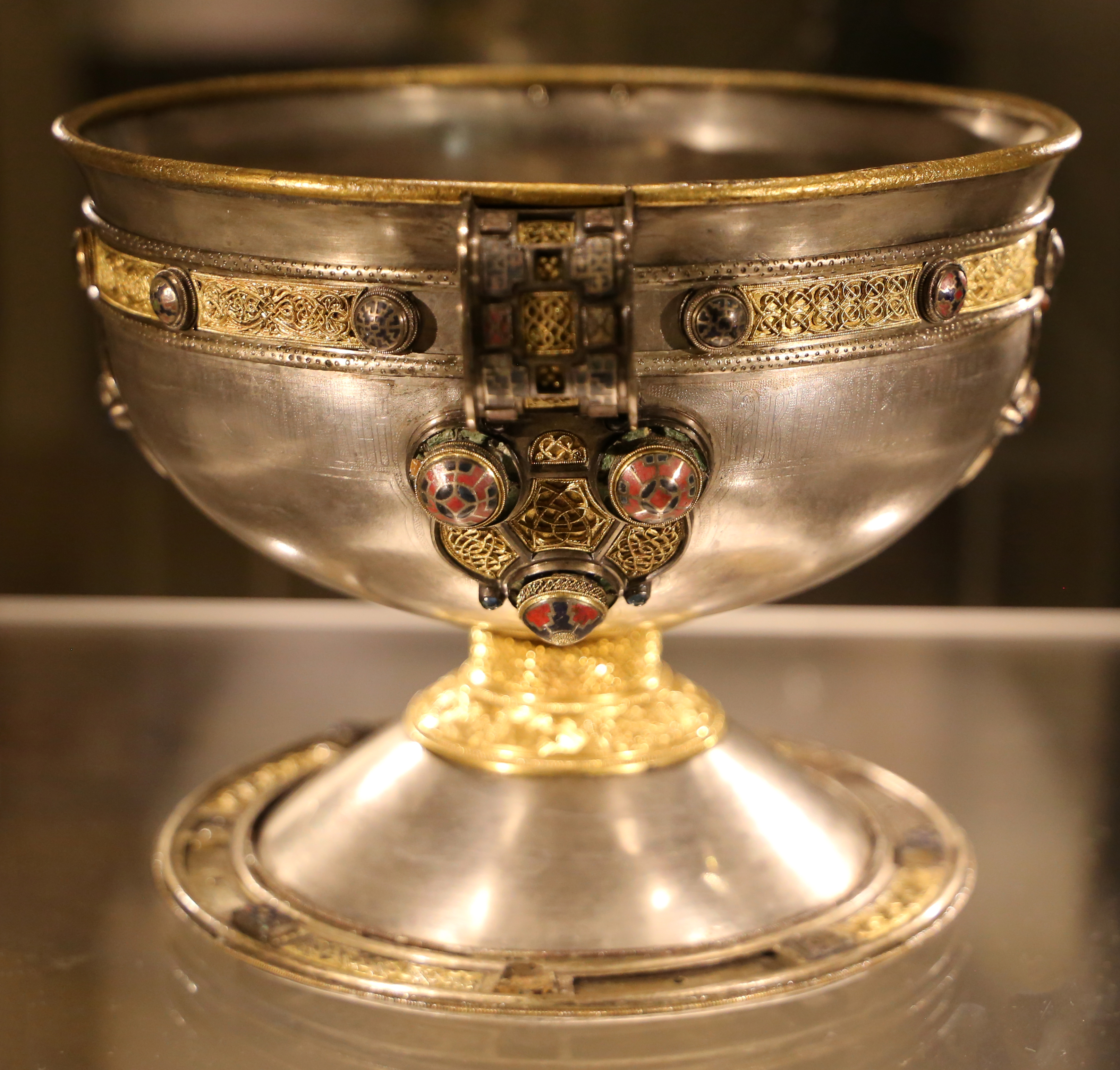
Calice di Ardagh
Uno dei reperti storici più pregiati d'Irlanda, ritrovato nel West Limerick

L'arrivo dell'uomo nella contea è sicuramente anteriore al 3000 a.C., fatto testimoniato da vari reperti rinvenuti nell'area del Lough Gur, mentre alcuni monumenti megalitici sono anteriori addirittura al 3500 a.C. Poco si sa dell'evoluzione storica dell'uomo successiva, fino all'arrivo dei Celti nel V secolo a.C., fatto che comportò il frazionamento dell'attuale territorio in piccoli regni, i tradizionali tuath.
L'arrivo del Cristianesimo a Limerick è del V secolo, e contribuì a instaurare quel periodo aureo della cultura e dell'arte irlandese che durerà in tutta l'isola, contea in questione compresa, per circa 400 anni: sorgeranno durante questi secoli i monasteri di Limerick, Ardpatrick, Mungret e Kileedy, oltre che uno dei manufatti più pregiati ed elevati della storia irlandese, il calice di Ardwach, capolavoro della lavorazione dei metalli rinvenuto nel West Limerick nel 1868.
Il Cristianesimo conobbe la sua decadenza artistica e culturale, senza comunque mai smettere di influenzare notevolmente la società, dalle prime invasioni vichinghe del IX secolo. Il fatto che vide il declino gaelico definitivo a favore degli invasori, già stanziati sullo Shannon in quella che sarebbe diventata la città di Limerick, fu la morte nel 1194 di Donal Mór O'Brien, Re del Munster: nel 1210 la contea attuale fu grosso modo stabilita e i vichinghi ne avevano pieno controllo. In poco tempo tuttavia, gli invasori si plasmarono quasi totalmente alla cultura del luogo, divenendo come un famoso detto ancora oggi diffuso afferma, more Irish than the Irish themselves ("più irlandesi degli stessi irlandesi").
Durante la gaelicizzazione dei vichinghi si stava impiantando nelle terre di Limerick un'altra potenza, quella dei Tudor inglesi, che subito cercarono di soppiantare il potere vichingo per un potere proprio accentrato, iniziando con la stabilizzazione a Limerick di alcuni coloni inglesi.
Questo fatto portò alla ribellione dei Normanni che capeggiavano la contea, i Geraldine, alla legge inglese del 1569, conosciuta come Rivolte di Desmond: ne derivò un periodo di forti contrasti e di devastazione, culminato con la confisca delle terre dei Geraldine.
Il secolo successivo fu altrettanto tormentato dalle guerre: se nelle Guerre confederate irlandesi (1641-53) la contea era ben protetta dalla linea difensiva cattolica dell'Irlanda Confederata e non vide scontri, divenne tuttavia teatro di guerra feroce durante la conquista irlandese di Oliver Cromwell (1649-53), con episodi più emblematici l'assedio della città di Limerick per ben dodici mesi da parte della Cromwell's New Model Army comandata da Henry Ireton, fino alla resa della città nell'ottobre del 1651. Nelle guerre successive fra giacobiti e guglielmiti, appena quarant'anni dopo, ci furono ulteriori cruenti scontri, con altri due assidi della città: si registrarono episodi di infamia come la distruzione delle armi guglielmite e l'eroica resistenza del cattolico Patrick Sarsfield. La popolazione cattolica supportava maggiormente i giacobiti, tuttavia l'esito della guerra fu favorevole agli oppositori. Sarsfield riuscì a forzare i guglielmiti a firmare un trattato comunque favorevole alle popolazioni irlandesi, il Trattato di Limerick, che tuttavia non fu onorato dagli inglesi e la città fu soprannominata The City of the broken Treaty ("la città del patto rotto").
Nel XVIII e XIX secolo ci furono numerose persecuzioni contro la maggioranza cattolica, il declino della lingua irlandese e il duro colpo della Great famine, con l'emigrazione di massa di molti coloni e l'iniziativa del governo britannico di permettere agli irlandesi di comprare terre che avevano soltanto in uso.
La contea vide molti dei combattimenti della Guerra d'indipendenza irlandese del 1919-1921 nonché della successiva Guerra civile irlandese fra esercito dello Stato Libero d'Irlanda e gli irregolari dell'IRA.

## Geografia e geologia

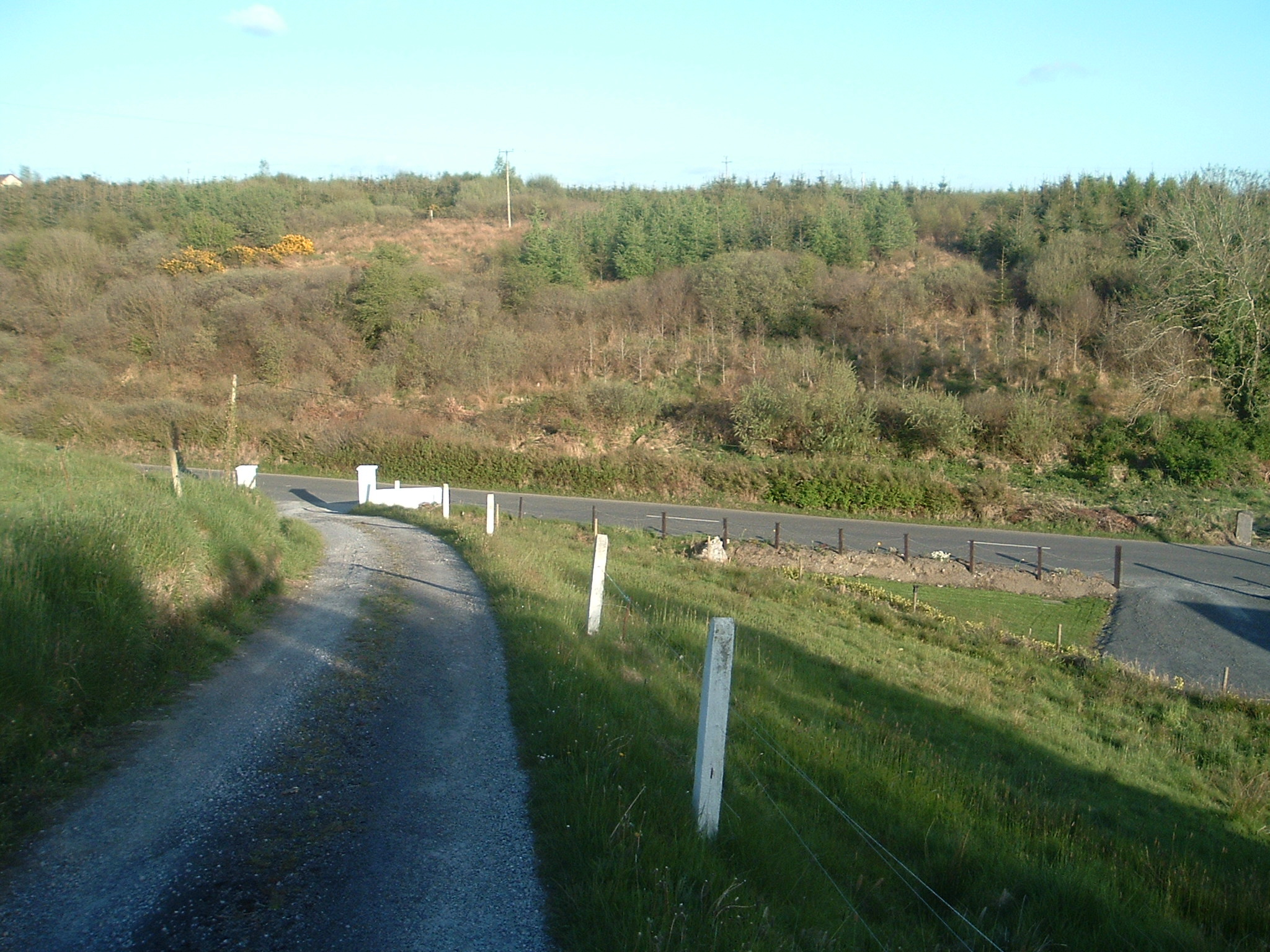
Golden Vale
Tipico scenario di rigogliosi e verdi prati nella parte orientale della contea

La contea di Limerick è il cuore verde del Munster, e il significato del nome gaelico significa proprio area pianeggiante. Specialmente nella parte orientale, la contea è formata da un terreno molto fertile, parte occidentale della Golden Vale, una delle zone più produttive d'Irlanda; non sarebbe esatto comunque considerare il territorio di Limerick come una monotona piana, in quanto è più propriamente costellato da piccole colline che rendono l'impatto visivo discontinuo e armonioso. Piccole e suggestive catene montuose racchiudono la parte pianeggiante, come i Galtee, gli Slieve Felims, e i Ballyhouras. I Mullaghareirk sono più isolati nella parte occidentale della contea, e offrono drammatiche e spettacolari visuali panoramiche delle pianure e del meridionale Kerry.
La contea di Limerick è attraversata dal fiume Shannon che delimita il confine con il Clare a nord: dopo aver attraversato Limerick City, il fiume crea un lungo e vasto estuario, sfruttato come un'importante via d'acqua, talmente grande che il vero porto è situato a Foynes, molto lontana da Limerick. I fiumi principali che attraversano il territorio della contea sono tutti tributari dello Shannon, come il Mulkear, il Maigue, il Deale e il Feale.
Il territorio della contea di Limerick è formato per gran parte da roccia calcarea carbonifera con distese zone pianeggianti, interrotte solo talvolta da arenaria rossa, che si fa invece più diffusa nella parte meridionale al confine con la contea di Cork. Nella zona carbonifera sono spesso visibili tracce di antichi episodi vulcanici con rocce basaltiche e intrusive.
In molte zone è presente una discreta quantità di roccia vulcanica, come a Carrigogunnell, a Knockfierna, e principalmente a Pallasgreen/Kilteely nell'est, che è stato catalogato come il più compatto e, per le sue dimensioni, uno dei più completi e variegati distretti carboniferi dell'intero arcipelago britannico.

## Infrastrutture e trasporti

### Ferrovie
Limerick ha tre linee ferroviarie operative che attraversano il suo territorio
- la linea da Ballybrophy che porta nel North Tipperary attraverso Nenagh e Roscrea
- la linea da Ennis attraverso il Clare (solo quella postazione è operativa)
- la linea Limerick Junction che è la più affollata, connettendo Limerick città alla linea Cork-Dublino.

In aggiunta, esiste una linea a Foynes ma l'ultimo servizio è terminato nel 2000.

### Bus
Il capolinea della contea sia a carattere nazionale che regionale è situato nei pressi della stazione ferroviaria di Limerick.

### Aria
Nella contea non esiste alcun aeroporto commerciale, questo dovuto anche al fatto della presenza dello Shannon International Airport, situato nel Clare, ma sull'altra sponda dello Shannon, quindi sul confine. Nella parte meridionale talvolta viene utilizzato anche il piccolo Kerry Airport.

## Sport e cultura
Limerick City è sede di vari eventi culturali e della University of Limerick.
La contea tuttavia si distingue soprattutto per la grande tradizione sportiva: il rugby è lo sport di cui gli abitanti di Limerick, soprattutto città, possono vantarsi, soprattutto per il prestigio della squadra Garryowen, che da addirittura il nome a un tipo di azione di gioco.
Per quel che riguarda gli sport gaelici, Limerick è molto blasonata nell'hurling (7 volte campione d'Irlanda), molto meno nel calcio gaelico.

## Città e villaggi
- Limerick
- Abbeyfeale
- Adare
- Askeaton
- Athea
- Ballingarry
- Bruff
- Cappamore
- Castleconnell
- Croom
- Foynes
- Garryspillane
- Hospital
- Kilmallock
- Newcastlewest
- Oola
- Patrickswell
- Rathkeale
- Tuarnafola

## Località di interesse
- I Clare Glens
- Abbazia di Glenstal
- Adare
- Foynes Flying Boat Museum
- Lough Gur
- Currahchase Forest Park